# 菊地大輔
菊地 大輔（きくち だいすけ、1969年1月13日 - ）は、日本のマニピュレーター、キーボーディスト。d-kiku名義でも活動。

## 概略
90年代より現在までLUNA SEAのレコーディングやライブに参加している。他にもINORANやSUGIZO、Jのソロ活動にも参加、ONE OK ROCKやFAKE?などでもマニピュレーターとして携わっている。他、木根尚登などの作品にも参加している。
1998年8月1日、d-kiku名義の1stアルバム「miniature garden」をリリース。同作にはRYUICHI、SUGIZO、真矢、元JAPANのミック・カーンらが参加している。